# Jean-Baptiste Pezon
Jean-Baptiste Pezon, noto anche con lo pseudonimo di Baptiste Pezon (Rimeize, 1827 – Parigi, 13 novembre 1897), è stato un circense francese.

## Biografia

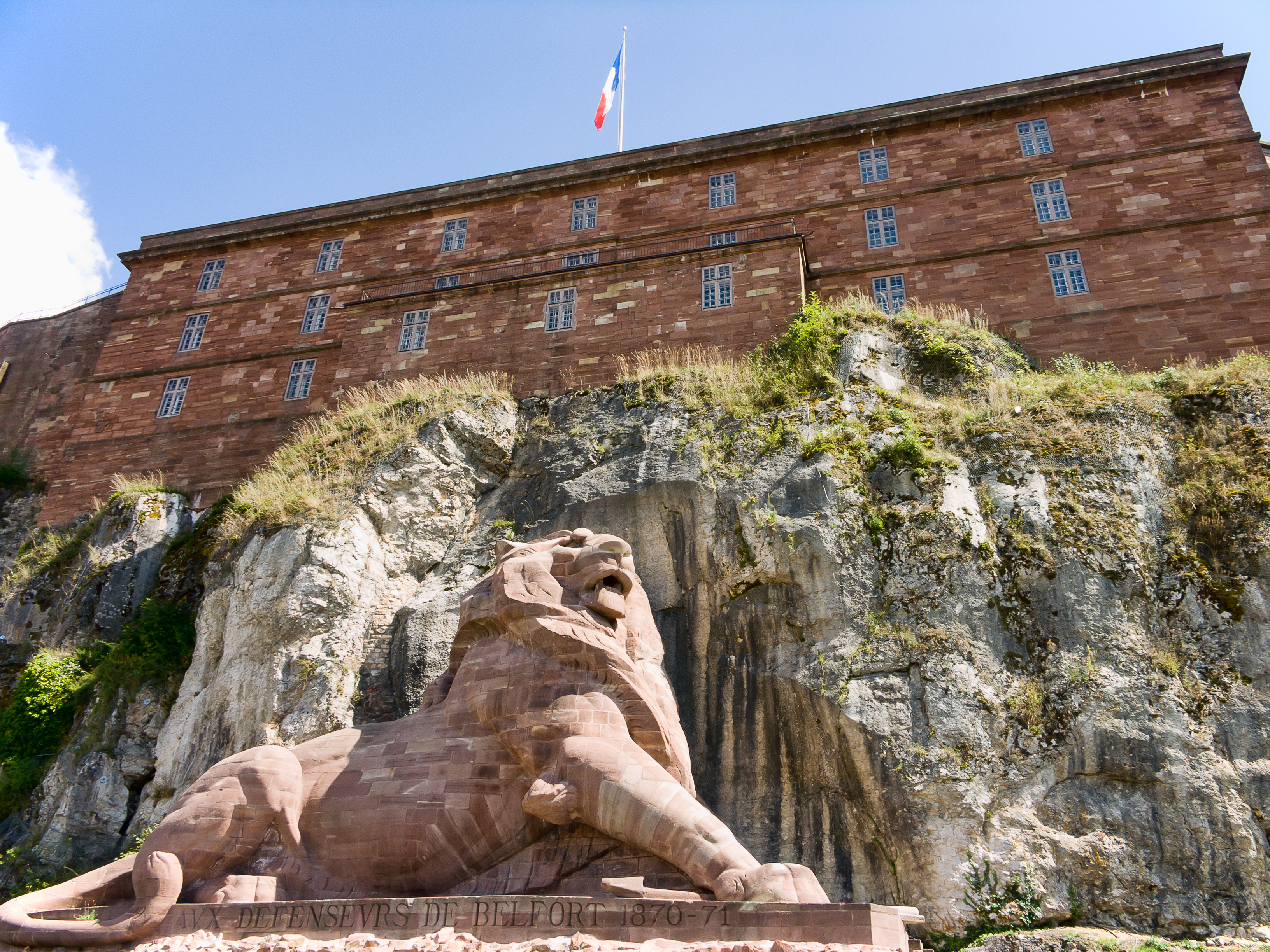
Leone di Belfort di Bartholdi, 1880

È figlio di Jean-Baptiste Pezon (1800-1849), venditore ambulante di Lozère, e di Catherine Cornut. È quindi fratello di Jean (1824-1874), soprannominato "Jean de l'Ours" e capostipite della dinastia circense Pezon di domatori, di Pierre (1825-1895), di Théodore (1840-1880) e di Justin (1846-1875).
Come i suoi fratelli, Jean-Baptiste ha trascorso la sua giovinezza in Lozère dove ha lavorato come pastore. All'età di 17 anni lasciò il suo villaggio natale, Rimeize, in compagnia di un lupo che aveva catturato e addestrato due anni prima. Andò a Parigi e acquistò il suo primo leone nel 1848.
A Parigi ottenne un grande successo, dove nel 1875 aveva raccolto e ingabbiato un gruppo di leoni che comandava sparando con una pistola.
Il suo matrimonio con Hortense Muret fu celebrato il 6 febbraio 1855. Nel 1875 si esibì al Théâtre du Châtelet.
Lo scultore e patriota Auguste Bartholdi, quello che realizzò la Statua della Libertà, si ispirò al suo leone Bruto per il Leone di Belfort eretto nel 1880.